# Mission: Impossible - Operation Surma
Mission: Impossible - Operation Surma es un videojuego lanzado para las consolas PlayStation 2, Nintendo GameCube, Game Boy Advance y Xbox en diciembre del año 2003, inspirado en la saga de películas de Misión Imposible protagonizadas por Tom Cruise. Se trata de un juego de infiltración y acción en tercera persona desarrollado por Paradigm Entertainment, publicado y distribuido por Atari.

## Argumento
Un grupo terrorista conocido como Surma posee un moderno y peligroso virus conocido como "Gusano de hielo". Este virus es capaz de burlar hasta los más avanzados sistemas de seguridad y permitir robos a gran escala como secretos militares, investigaciones de armamento occidentales, etc. El agente Ethan Hunt y la agencia FMI (Fuerza de Misión: Impossible) habían planeado minuciosamente una operación que fracasa víctima de un sabotaje. Por este motivo, deciden tomar cartas en el asunto. En seguida se dan cuenta de que la base de datos de la FMI ha sido pirateada, y tanto Ethan Hunt como el resto de la agencia comienzan una cacería por atrapar al enemigo tiene acceso a todos sus archivos más secretos, descubrir su identidad y recuperar el "Gusano de hielo".

## Personajes protagonistas
- Ethan Hunt: Protagonista principal de la aventura, y el personaje que controla el jugador. Es uno de los mejores agentes del FMI. Experto en cualquier tipo de armamento, Ethan domina especialmente el combate sin armas o con armas ligeras. Posee una condición física excelente y es todo un maestro de la suplantación y el disfraz.
- Luther Stickell: Luther es un pirata informático y un experto en todo tipo de sistemas de seguridad.
- Billy Baird: Es un agente independiente de origen australiano que trabaja como piloto. Es una persona muy versátil, por lo que la agencia FMI suele recurrir a él para misiones especiales. Le encanta su trabajo y se siente muy motivado.
- George Spelvin: Un actor de teatro retirado que ahora trabaja para el FMI. No tiene experiencia en el uso de armas o técnicas de combate cuerpo a cuerpo, pero gracias a su amplia carrera como actor, es todo un experto en el disfraz y en la suplantación de personalidades.
- Jasmine Curry: Una agente americana recién llegada al FMI. Muy inteligente y con un alto sentido de la justicia, pero apenas tiene experiencia en misiones reales (aunque ha aprobado con resultados satisfactorios los entrenamientos).

## Curiosidades
- Tom Cruise se negó a someterse a capturas faciales y de movimientos para crear el clon virtual de Ethan Hunt para este videojuego. El aspecto físico del Ethan Hunt del videojuego no guarda ningún parecido con Tom Cruise (por tanto, tampoco con el Ethan Hunt de las películas). Tom Cruise también se negó a doblar al personaje en el videojuego. Atari tuvo que recurrir al actor de doblaje Steve Blum, que posee un tono similar.
- En España, este videojuego fue doblado por el mismo equipo de doblaje que se encargó de doblar las películas. Así de este modo, Ethan Hunt posee la voz de Jordi Brau (actor de dobla habitualmente a Tom Cruise) y Luther Stickell es doblado por Miguel Ángel Jenner (quien se encargó también de doblar a este personaje en las películas).
- Billy Baird es un personaje que apareció en la película Misión imposible 2, interpretado por el actor John Polson. En este videojuego, este actor pone su voz a este personaje en la versión original.
- El personaje de Luther Stickell ha aparecido en las ocho películas de la saga, interpretado por el actor Ving Rhames. En el videojuego, este actor pone su voz a este personaje en la versión original.

## Crítica
Mission: Impossible - Operation Surma obtuvo buena crítica en general en la prensa especializada, aunque no estuvo exento de críticas negativas. La más mencionada fue el extremo parecido que existe entre este videojuego y la franquicia Tom Clancy's Splinter Cell, especialmente en el apartado jugable.